# NBA 1976/77
Die NBA-Saison 1976/77 war die 31. Saison der National Basketball Association (NBA). Sie begann am Donnerstag, den 21. Oktober 1976 und endete regulär nach 902 Spielen am Sonntag, den 10. April 1977. Die Postseason begann am Dienstag, den 12. April und endete am Sonntag, den 5. Juni mit 4—2 Finalsiegen der Portland Trailblazers über die Philadelphia 76ers.

## Saisonnotizen
- Nachdem die New York Nets und die Denver Nuggets bereits ein Jahr zuvor die  Aufnahme in die NBA beantragt hatten, war das Ende der American Basketball Association (ABA) abzusehen. Die Konkurrenzliga der NBA brach zusammen. Seit Beginn der 1970er Jahre war ein Klima entstanden, das nach einer Vereinigung von NBA und ABA verlangte. So hatten sich die Denver Rockets 1974 in Nuggets umbenannt, um der Namensgleichheit mit den Houston Rockets zu entgehen und sich gleichzeitig auf das lokale Erbe der gleichnamigen Denver Nuggets von 1949 zu berufen, die in der Amateur Athletic Union, American Basketball League, National Basketball League und 1949/50 bereits in der NBA gespielt hatten. Neben den Nets und den Nuggets schlossen sich zwei weitere ABA-Franchises der NBA an, die Indiana Pacers und die San Antonio Spurs. Die Virginia Squires mussten Bankrott anmelden, der Besitzer der Kentucky Colonels wurde für die Auflösung seines Franchises entschädigt und die Spirits of St. Louis traten nie aktiv in der NBA an, sind aber bis heute an den Fernseheinnahmen beteiligt. Von den zuletzt 84 Spielern der ABA schafften es 63 in die NBA und 5 der 10 Starter des All-Star Games waren ehemalige ABA-Spieler.[1]
- Der Playoff-Modus wurde erneut verändert. Die beiden Divisionssieger bekamen Seed 1 und 2 und hatten ein Freilos in der ersten Runde. Seed 4 und 5 sowie Seed 3 und 6 kämpften im Modus „Best of Three“-Modus um das Erreichen der Conference-Halbfinals.[2]
- Erster Draft-Pick in der NBA-Draft 1976 wurde Terrapin John Lucas II von der University of Maryland, College Park für die Houston Rockets. Adrian Dantley von den Fighting Irish der University of Notre Dame wurde an sechster Stelle von den Buffalo Braves ausgewählt und zum Rookie of the Year gewählt.[3]
- Die Philadelphia 76ers und die San Antonio Spurs leisteten sich am 22. Oktober mit 38 und 35 Ballverlusten die meisten eines Spiels. Nur Denver und Phoenix schafften denselben Wert 1980.
- Larry Kenon von den San Antonio Spurs gelangen am 26. Dezember 11 Steals gegen die Kansas City Kings. Kein Spieler hatte je mehr Balleroberungen in einem Spiel (Stand: 2020).
- Das 27. All-Star-Game fand am Sonntag, den 13. Februar 1977 vor 10.938 Zuschauern in der Milwaukee Arena von Milwaukee, Wisconsin statt. Larry Browns Western All-Stars besiegten Gene Shues Eastern All-Stars mit 125—124. All-Star Game MVP wurde Julius Erving von den Philadelphia 76ers.[4]

## Abschlusstabellen
Pl. = Rang,  = Für die Playoffs qualifiziert, Sp = Anzahl der Spiele, S—N = Siege—Niederlagen, % = Siegquote (Siege geteilt durch Anzahl der bestrittenen Spiele), GB = Rückstand auf den Führenden der Division in der Summe von Sieg- und Niederlagendifferenz geteilt durch zwei, Heim = Heimbilanz, Ausw. = Auswärtsbilanz, Div. = Bilanz gegen die Divisionsgegner

### Eastern Conference

#### Atlantic Division
| Pl. | Mannschaft           | Sp | S—N   | %    | GB | Heim  | Ausw. | Div.  |
| --- | -------------------- | -- | ----- | ---- | -- | ----- | ----- | ----- |
| 1.  | 0Philadelphia 76ers0 | 82 | 50—32 | .610 | —  | 32—90 | 18—23 | 11—50 |
| 2.  | Boston Celtics       | 82 | 44—38 | .537 | 6  | 28—13 | 16—25 | 09—70 |
| 3.  | New York Knicks      | 82 | 40—42 | .488 | 10 | 26—15 | 14—27 | 08—80 |
| 4.  | Buffalo Braves       | 82 | 30—52 | .366 | 20 | 23—18 | 07—34 | 06—10 |
| 5.  | New York Nets        | 82 | 22—60 | .268 | 28 | 10—31 | 12—29 | 06—10 |

#### Central Division
| Pl. | Mannschaft            | Sp | S—N   | %    | GB | Heim  | Ausw. | Div.  |
| --- | --------------------- | -- | ----- | ---- | -- | ----- | ----- | ----- |
| 1.  | Houston Rockets       | 82 | 49—33 | .598 | —  | 34—70 | 15—26 | 13—70 |
| 2.  | Washington Bullets    | 82 | 48—34 | .585 | 1  | 32—90 | 16—25 | 11—90 |
| 3.  | San Antonio Spurs     | 82 | 44—38 | .537 | 5  | 31—10 | 13—28 | 09—11 |
| 4.  | 0Cleveland Cavaliers0 | 82 | 43—39 | .524 | 6  | 29—12 | 14—27 | 08—12 |
| 5.  | New Orleans Jazz      | 82 | 35—47 | .427 | 14 | 26—15 | 09—32 | 10—10 |
| 6.  | Atlanta Hawks         | 82 | 31—51 | .378 | 18 | 19—22 | 12—29 | 09—11 |

### Western Conference

#### Midwest Division
| Pl. | Mannschaft          | Sp | S—N   | %    | GB | Heim  | Ausw. | Div.  |
| --- | ------------------- | -- | ----- | ---- | -- | ----- | ----- | ----- |
| 1.  | Denver Nuggets      | 82 | 50—32 | .610 | —  | 36—50 | 14—27 | 15—50 |
| 2.  | Chicago Bulls       | 82 | 44—38 | .537 | 6  | 31—10 | 13—28 | 10—10 |
| 3.  | Detroit Pistons     | 82 | 44—38 | .537 | 6  | 30—11 | 14—27 | 12—80 |
| 4.  | 0Kansas City Kings0 | 82 | 40—42 | .488 | 10 | 28—13 | 12—29 | 07—13 |
| 5.  | Indiana Pacers      | 82 | 36—46 | .439 | 14 | 25—16 | 11—30 | 09—11 |
| 6.  | Milwaukee Bucks     | 82 | 30—52 | .366 | 20 | 24—17 | 06—35 | 07—13 |

#### Pacific Division
| Pl. | Mannschaft            | Sp | S—N   | %    | GB | Heim  | Ausw. | Div.  |
| --- | --------------------- | -- | ----- | ---- | -- | ----- | ----- | ----- |
| 1.  | Los Angeles Lakers    | 82 | 53—29 | .646 | —  | 37—40 | 16—25 | 11—50 |
| 2.  | Portland Trailblazers | 82 | 49—33 | .598 | 4  | 35—60 | 14—27 | 10—60 |
| 3.  | Golden State Warriors | 82 | 46—36 | .561 | 7  | 29—12 | 17—24 | 08—80 |
| 4.  | Seattle Supersonics   | 82 | 40—42 | .488 | 13 | 27—14 | 13—28 | 06—10 |
| 5.  | Phoenix Suns          | 82 | 34—48 | .415 | 19 | 26—15 | 08—33 | 05—11 |

## Ehrungen
- Most Valuable Player 1976/77: Kareem Abdul-Jabbar, Los Angeles Lakers
- Rookie of the Year 1976/77: Adrian Dantley, Buffalo Braves
- Coach of the Year 1976/77: Tom Nissalke, Houston Rockets
- Executive of the Year 1976/77: Ray Patterson, Houston Rockets
- J. Walter Kennedy Citizenship Award 1976/77: Dave Bing, Washington Bullets
- All-Star Game MVP 1977: Julius Erving, Philadelphia 76ers
- NBA-Finals MVP 1977: Bill Walton, Portland Trailblazers

| - All-NBA First Team: - Elvin Hayes, Washington Bullets - David Thompson, Denver Nuggets - Kareem Abdul-Jabbar, Los Angeles Lakers - Pete Maravich, New Orleans Jazz - Paul Westphal, Phoenix Suns | - All-NBA Second Team: - Julius Erving, Philadelphia 76ers - George McGinnis, Philadelphia 76ers - Bill Walton, Portland Trailblazers - George Gervin, San Antonio Spurs - Jo Jo White, Boston Celtics |

- All-Rookie Team:
  - Adrian Dantley, Buffalo Braves
  - Scott May, Chicago Bulls
  - Mitch Kupchak, Washington Bullets
  - John Lucas II, Houston Rockets
  - Ron Lee, Phoenix Suns

| - All-Defensive First Team: - Bobby Jones, Denver Nuggets - E. C. Coleman, New Orleans Jazz - Bill Walton, Portland Trailblazers - Don Buse, Indiana Pacers - Norm Van Lier, Chicago Bulls | - All-Defensive Second Team: - Jim Brewer, Cleveland Cavaliers - Jamaal Wilkes, Golden State Warriors - Kareem Abdul-Jabbar, Los Angeles Lakers - Brian Taylor, Kansas City Kings - Don Chaney, Los Angeles Lakers |

## Führende Spieler in Einzelwertungen
| Kategorie        | Spieler             | Mannschaft            | Wert     |
| ---------------- | ------------------- | --------------------- | -------- |
| Punkte/Spiel △   | Pete Maravich       | New Orleans Jazz      | 31,1 PpS |
| Wurfquote †      | Kareem Abdul-Jabbar | Los Angeles Lakers    | 57,9 %   |
| Freiwurfquote ‡  | Ernie DiGregorio    | Buffalo Braves        | 94,5 %   |
| Assists/Spiel ▲  | Don Buse            | Indiana Pacers        | 8,5 ApS  |
| Steals/Spiel ►   | Don Buse            | Indiana Pacers        | 3,47 SpS |
| Blocks/Spiel ◀︎   | Bill Walton         | Portland Trailblazers | 3,25 BpS |
| Rebounds/Spiel ▼ | Bill Walton         | Portland Trailblazers | 14,4 RpS |

△ 70 Spiele oder 1400 Punkte erforderlich.

† 300 Körbe erforderlich. Abdul-Jabbar nahm 1533 Schüsse und traf 888 mal.

‡ 125 verwandelte Freiwürfe erforderlich. DiGregorio traf 138 von 146.

▲ 70 Spiele oder 400 Assists erforderlich.

▼ 70 Spiele oder 800 Rebounds erforderlich.

► 70 Spiele oder 125 Steals erforderlich.

◀︎ 70 Spiele oder 100 Blocks erforderlich.

- Mit 363 beging Lonnie Shelton von den New York Knicks die meisten Fouls. Joe Meriweather von den Atlanta Hawks war mit 21 mal am häufigsten fouled out.
- Seit der Saison 1969/70 werden den Statistiken in den Kategorien „Punkte“, „Assists“ und „Rebounds“ nicht länger die insgesamt erzielten Leistungen zu Grunde gelegt, sondern die Quote pro Spiel.[5]
- Pete Maravich vom New Orleans Jazz stand in 73 Einsätzen 41,7 Minuten pro Spiel auf dem Parkett. Elvin Hayes hatte mit insgesamt 3364 Minuten die insgesamt längste Einsatzzeit bei 41,0 Minuten pro Spiel.
- Den besten Punkteschnitt der Saison hatte Pete Maravich mit 31,1 Punkten pro Spiel. Bei 2273 Punkten in 73 Einsätzen hatte er die meisten Punkte und mit 43,3 % die zweiundneunzigstbeste Wurfquote. Er nahm 2047 Schüsse und traf 886 mal.
- Kareem Abdul-Jabbar erzielte 2152 Punkte in 82 Spielen und damit 26,2 Punkte pro Spiel, zweit- und drittbeste Leistung der Saison.
- Ernie DiGregorio verwandelte mit der besten Freiwurfquote die insgesamt einhundertachtmeisten Freiwürfe. Mit 501 bei einer Quote von 83,5 % warf Pete Maravich die meisten Freiwürfe.
- Don Buse gewährte bei der besten Quote von 8,5 Assists pro Spiel mit 685 Assists die insgesamt meisten der Liga in 81 Spielen.
- Don Buse hatte neben der besten Stealrate von 3,47 SpS auch die meisten Steals insgesamt mit 281. Beide Werte wurden bislang lediglich 1985/86 von Alvin Robertson um 20 Steals und 0,2 Steals pro Spiel übertroffen.
- Kareem Abdul-Jabbar hatte mit 1090 Rebounds die insgesamt meisten in 82 Spielen bei einer Quote von 13,3 RpS. Er stellte auch den Saisonrekord für die meisten Defensivrebounds mit 824 auf. Bill Walton hatte mit 934 und 723 die fünftmeisten Rebounds und Defensivrebounds und belegte mit 211 Offensivrebounds den 24. Platz. Moses Malone spielte zwei Spiele für die Buffalo Braves, errang aber alle seine 437 Offensivrebounds für die Houston Rockets. Malone errang die meisten Karriere-Offensivrebounds (6731), führte die Liga achtmal an, davon siebenmal in Folge beginnend mit dieser Saison, hat den höchsten Offensivreboundschnitt bei mindestens 400 (5,1 ORpS), hatte den höchsten Saisonabschluss und die meisten Offensivrebounds eines Spiels (21 am 11. Februar 1982 gegen die Seattle Supersonics; Stand: 2020).
- Kareem Abdul-Jabbar blockte insgesamt 261 Korbwürfe in 82 Spielen und damit 3,18 pro Spiel. Walton hatte 211 Blocks in 65 Spielen, den drittbesten Wert der Saison.

## Playoffs-Baum
|  | Eröffnungsrunde | Eröffnungsrunde       | Eröffnungsrunde       |                       |                       | Conference-Halbfinals | Conference-Halbfinals | Conference-Halbfinals |  |  | Conference-Finals | Conference-Finals | Conference-Finals |  |  | NBA-Finals | NBA-Finals | NBA-Finals |
|  |                 |                       |                       |                       |                       |                       |                       |                       |  |  |                   |                   |                   |  |  |            |            |            |
|  |                 |                       |                       |                       |                       |                       |                       |                       |  |  |                   |                   |                   |  |  |            |            |            |
|  |                 |                       |                       |                       |                       |                       |                       |                       |  |  |                   |                   |                   |  |  |            |            |            |
|  | W1              | Los Angeles Lakers    | 4                     |                       |                       |                       |                       |                       |  |  |                   |                   |                   |  |  |            |            |            |
|  | W1              | Los Angeles Lakers    | 4                     |                       |                       |                       |                       |                       |  |  |                   |                   |                   |  |  |            |            |            |
|  |                 |                       | W4                    | Golden State          | 3                     |                       |                       |                       |  |  |                   |                   |                   |  |  |            |            |            |
|  | W4              | Golden State          | W4                    | Golden State          | 3                     | 2                     |                       |                       |  |  |                   |                   |                   |  |  |            |            |            |
|  | W4              | Golden State          |                       |                       |                       | 2                     |                       |                       |  |  |                   |                   |                   |  |  |            |            |            |
|  | W5              | Detroit Pistons       | 1                     |                       |                       |                       |                       |                       |  |  |                   |                   |                   |  |  |            |            |            |
|  | W5              | Detroit Pistons       | 1                     | W1                    | Los Angeles Lakers    | 0                     |                       |                       |  |  |                   |                   |                   |  |  |            |            |            |
|  |                 |                       |                       | W1                    | Los Angeles Lakers    | 0                     | Western Conference    |                       |  |  |                   |                   |                   |  |  |            |            |            |
|  |                 | W3                    | Portland Trailblazers | 4                     |                       |                       |                       |                       |  |  |                   |                   |                   |  |  |            |            |            |
|  | W3              | W3                    | Portland Trailblazers | 4                     | Portland Trailblazers | 2                     |                       |                       |  |  |                   |                   |                   |  |  |            |            |            |
|  | W3              |                       |                       |                       | Portland Trailblazers | 2                     |                       |                       |  |  |                   |                   |                   |  |  |            |            |            |
|  | W6              | Chicago Bulls         | 1                     |                       |                       |                       |                       |                       |  |  |                   |                   |                   |  |  |            |            |            |
|  | W6              | Chicago Bulls         | 1                     | W2                    | Denver Nuggets        | 2                     |                       |                       |  |  |                   |                   |                   |  |  |            |            |            |
|  |                 |                       |                       | W2                    | Denver Nuggets        | 2                     |                       |                       |  |  |                   |                   |                   |  |  |            |            |            |
|  |                 |                       | W3                    | Portland Trailblazers | 4                     |                       |                       |                       |  |  |                   |                   |                   |  |  |            |            |            |
|  |                 |                       |                       | Portland Trailblazers | 4                     |                       |                       |                       |  |  |                   |                   |                   |  |  |            |            |            |
|  |                 |                       |                       |                       |                       |                       |                       |                       |  |  |                   |                   |                   |  |  |            |            |            |
|  |                 |                       |                       |                       |                       |                       |                       |                       |  |  |                   |                   |                   |  |  |            |            |            |
|  | W3              | Portland Trailblazers | 4                     |                       |                       |                       |                       |                       |  |  |                   |                   |                   |  |  |            |            |            |
|  | W3              | Portland Trailblazers | 4                     |                       |                       |                       |                       |                       |  |  |                   |                   |                   |  |  |            |            |            |
|  |                 | E1                    | Philadelphia Sixers   | 2                     |                       |                       |                       |                       |  |  |                   |                   |                   |  |  |            |            |            |
|  |                 |                       |                       | 2                     |                       |                       |                       |                       |  |  |                   |                   |                   |  |  |            |            |            |
|  |                 |                       |                       |                       |                       |                       |                       |                       |  |  |                   |                   |                   |  |  |            |            |            |
|  |                 |                       |                       |                       |                       |                       |                       |                       |  |  |                   |                   |                   |  |  |            |            |            |
|  | E3              | Washington Bullets    | 2                     |                       |                       |                       |                       |                       |  |  |                   |                   |                   |  |  |            |            |            |
|  | E3              | Washington Bullets    | 2                     |                       |                       |                       |                       |                       |  |  |                   |                   |                   |  |  |            |            |            |
|  |                 |                       | E2                    | Houston Rockets       | 4                     |                       |                       |                       |  |  |                   |                   |                   |  |  |            |            |            |
|  | E6              | Cleveland Cavs        | E2                    | Houston Rockets       | 4                     | 1                     |                       |                       |  |  |                   |                   |                   |  |  |            |            |            |
|  | E6              | Cleveland Cavs        |                       |                       |                       | 1                     |                       |                       |  |  |                   |                   |                   |  |  |            |            |            |
|  | E3              | Washington Bullets    | 2                     |                       |                       |                       |                       |                       |  |  |                   |                   |                   |  |  |            |            |            |
|  | E3              | Washington Bullets    | 2                     | E3                    | Houston Rockets       | 2                     |                       |                       |  |  |                   |                   |                   |  |  |            |            |            |
|  |                 |                       |                       | E3                    | Houston Rockets       | 2                     | Eastern Conference    |                       |  |  |                   |                   |                   |  |  |            |            |            |
|  |                 | E1                    | Philadelphia Sixers   | 4                     |                       |                       |                       |                       |  |  |                   |                   |                   |  |  |            |            |            |
|  | E5              | E1                    | Philadelphia Sixers   | 4                     | San Antonio Spurs     | 0                     |                       |                       |  |  |                   |                   |                   |  |  |            |            |            |
|  | E5              |                       |                       |                       |                       |                       |                       |                       |  |  |                   |                   |                   |  |  |            |            |            |
|  | E4              | Boston Celtics        | 2                     |                       |                       |                       |                       |                       |  |  |                   |                   |                   |  |  |            |            |            |
|  | E4              | Boston Celtics        | 2                     | E4                    | Boston Celtics        | 3                     |                       |                       |  |  |                   |                   |                   |  |  |            |            |            |
|  |                 |                       |                       | E4                    | Boston Celtics        | 3                     |                       |                       |  |  |                   |                   |                   |  |  |            |            |            |
|  |                 |                       | E1                    | Philadelphia Sixers   | 4                     |                       |                       |                       |  |  |                   |                   |                   |  |  |            |            |            |
|  |                 |                       |                       | Philadelphia Sixers   | 4                     |                       |                       |                       |  |  |                   |                   |                   |  |  |            |            |            |
|  |                 |                       |                       |                       |                       |                       |                       |                       |  |  |                   |                   |                   |  |  |            |            |            |
|  |                 |                       |                       |                       |                       |                       |                       |                       |  |  |                   |                   |                   |  |  |            |            |            |

## Playoffs-Ergebnisse
Die Playoffs begannen am 12. April und wurden in der Eröffnungsrunde, in der die Conference-Dritten gegen die Conference-Sechsten und die Conference-Vierten gegen die Conference-Fünften um den Einzug in die Conference-Halbfinals spielten, nach dem Modus Modus „Best of Three“ ausgetragen. Die Divisionssieger hatten ein Freilos in der ersten Runde, dem Conference-Ersten wurde der Sieger aus dem Spiel Conference-Vierter gegen Conference-Fünfter zugeteilt. In den Conference-Halbfinals, den Conference-Finals und den NBA-Finals galt der „Best of Seven“-Ausscheidungs-Modus.
Bill Walton von den Portland Trailblazers gewährte 104 Assists in der Postseason und errang 288 Rebounds. Julius Erving von den Philadelphia 76ers erzielte 518 Punkte.
Die meisten Freiwürfe ohne Fehlwurf einer Zwei-Spiele-Playoff-Serie warf Jo Jo White von den Boston Celtics gegen die San Antonio Spurs mit 8. Er warf auch 27 Körbe, einen weniger als Bob McAdoo 1978. Bostons 79 Defensivrebounds sind Spitze in einer Zweier-Serie, ebenso wie ihre 47 Ballverluste. Dave Cowens indes leistete sich 12 Fouls.
Die meisten Ballverluste eines Playoff-Spiels hatten die Chicago Bulls am 17. April mit 36. In der gesamten Drei-Spiele-Playoff-Serie hatten sie ebenfalls die bislang meisten: 82.
Die Warriors hatten gegen die Detroit Pistons mit 72 die meisten Offensivrebounds einer Drei-Spiele-Serie.
Die bis dahin meisten Offensivrebounds einer Sechser-Serie errang Moses Malone in den Conference-Finals gegen die Sixers mit 45. Er sollte sich 1981 gegen die Boston Celtics um einen Rebound selbst übertreffen. Bereits im Halbfinalspiel am 21. April hatte er die meisten Offensivrebounds eines einzelnen Spiels der Postseason.
Kareem Abdul-Jabbar errang gegen die Golden State Warriors 95 Defensivrebounds, die meisten der NBA-Geschichte in einer Sieben-Spiele-Serie. Am 22. April blockte er neun Korbwürfe, nur drei Spieler hatten bisher mehr Blocks.
Die meisten Balleroberungen einer Vierer-Serie hatten die Trailblazers in den Conference-Finals gegen die Lakers mit 57. Allein Lionel Hollins steuerte 14 bei, die meisten eines Spielers, und hatte ganze acht Steals am 8. Mai, lediglich Allen Iverson gelangen 1999 zwei mehr.
Die meisten Playoff-Defensivrebounds einer Sechser-Serie errang Walton in den Finals. Am 3. und am 5. Juni gelangen ihm wie Dave Cowens am 1. Mai 20 Defensivrebounds. Fünf Spielern gelang das bisher neunmal. Spitze waren auch Portlands 149 Ballverluste in sechs Spielen. Dafür hatten bislang nur sechs weitere Teams innerhalb eines Jahres zehn Playoff-Heimsiege in Folge, und nur drei weitere Teams zehn Heimsiege innerhalb eines Jahres ohne Niederlage (Stand: 2020).

### Eastern Conference-Eröffnungsrunde
Boston Celtics 2, San Antonio Spurs 0

Dienstag, 12. April: Boston 104 – 94 San Antonio

Freitag, 15. April: San Antonio 109 – 113 Boston
Washington Bullets 2, Cleveland Cavaliers 1

Mittwoch, 13. April: Washington 109 – 100 Cleveland

Freitag, 15. April: Cleveland 91 – 83 Washington

Sonntag, 17. April: Washington 104 – 98 Cleveland

### Western Conference-Eröffnungsrunde
Golden State Warriors 2, Detroit Pistons 1

Dienstag, 12. April: Golden State 90 – 95 Detroit

Donnerstag, 14. April: Detroit 108 – 138 Golden State

Sonntag, 17. April: Golden State 109 – 101 Detroit
Portland Trailblazers 2, Chicago Bulls 1

Dienstag, 12. April: Portland 96 – 83 Chicago

Freitag, 15. April: Chicago 107 – 104 Portland

Sonntag, 17. April: Portland 106 – 98 Chicago

### Eastern Conference-Halbfinals
Philadelphia 76ers 4, Boston Celtics 3

Sonntag, 17. April: Philadelphia 111 – 113 Boston

Mittwoch, 20. April: Philadelphia 113 – 101 Boston

Freitag, 22. April: Boston 100 – 109 Philadelphia

Sonntag, 24. April: Boston 124 – 119 Philadelphia

Mittwoch, 27. April: Philadelphia 110 – 91 Boston

Freitag, 29. April: Boston 113 – 108 Philadelphia

Sonntag, 1. Mai: Philadelphia 83 – 77 Boston
Houston Rockets 4, Washington Bullets 2

Dienstag, 19. April: Houston 101 – 111 Washington

Donnerstag, 21. April: Houston 124 – 118 Washington (n. V.)

Sonntag, 24. April: Washington 93 – 90 Houston

Dienstag, 26. April: Washington 103 – 107 Houston

Freitag, 29. April: Houston 123 – 115 Washington

Sonntag, 1. Mai: Washington 103 – 108 Houston

### Western Conference-Halbfinals
Los Angeles Lakers 4, Golden State Warriors 3

Mittwoch, 20. April: Los Angeles 115 – 106 Golden State

Freitag, 22. April: Los Angeles 95 – 86 Golden State

Sonntag, 24. April: Golden State 109 – 105 Los Angeles

Dienstag, 26. April: Golden State 114 – 103 Los Angeles

Freitag, 29. April: Los Angeles 112 – 105 Golden State

Sonntag, 1. Mai: Golden State 115 – 106 Los Angeles

Mittwoch, 4. Mai: Los Angeles 97 – 84 Golden State
Portland Trailblazers 4, Denver Nuggets 2

Mittwoch, 20. April: Denver 100 – 101 Portland

Freitag, 22. April: Denver 121 – 110 Portland

Sonntag, 24. April: Portland 110 – 106 Denver

Dienstag, 26. April: Portland 105 – 96 Denver

Sonntag, 1. Mai: Denver 114 – 105 Portland (n. V.)

Montag, 2. Mai: Portland 108 – 92 Denver

### Eastern Conference-Finals
Philadelphia 76ers 4, Houston Rockets 2

Donnerstag, 5. Mai: Philadelphia 128 – 117 Houston

Sonntag, 8. Mai: Philadelphia 106 – 97 Houston

Mittwoch, 11. Mai: Houston 118 – 94 Philadelphia

Freitag, 13. Mai: Houston 95 – 107 Philadelphia

Sonntag, 15. Mai: Philadelphia 115 – 118 Houston

Dienstag, 17. Mai: Houston 109 – 112 Philadelphia

### Western Conference-Finals
Portland Trailblazers 4, Los Angeles Lakers 0

Freitag, 6. Mai: Los Angeles 109 – 121 Portland

Sonntag, 8. Mai: Los Angeles 97 – 99 Portland

Dienstag, 10. Mai: Portland 102 – 97 Los Angeles

Freitag, 13. Mai: Portland 105 – 101 Los Angeles

## NBA-Finals

### Portland Trailblazers vs. Philadelphia 76ers
Die Finals gingen über eine Serie von sechs Spielen. Sie sah die meisten Steals beider Teams: 64 durch die Blazers und 71 durch die Sixers. Allein Dr. J hatte 16 Balleroberungen. Auch Teamkamerad Steve Mix’ sechs Steals am 22. Mai können sich sehen lassen: Nur Robert Horry hatte in den Finals von 1995 einen mehr. Am selben Tag blockten die Sixers nicht einen einzigen Schuss und Portland leistete sich 34 Ballverluste.
Beste Wurfquote einer Sechser-Finalserie hatte Bob Gross für Portland mit 66,7 %. Am 3. Juni gab es die meisten Defensivrebounds beider Teams mit 84. Die Sixers hatten 36 und die Blazers 48. Lediglich Bill Walton errang in Finalspielen jemals 20 Defensivrebounds am 3. und 5. Juni. Am 5. Juni blockte er acht Schüsse. Nur Dwight Howard hatte in einem Finalspiel des Jahres 2009, allerdings mit Verlängerung, einen mehr (Stand: 2020).
Die Finalergebnisse:

Sonntag, 22. Mai: Philadelphia 107 – 101 Portland

Donnerstag, 26. Mai: Philadelphia 107 – 89 Portland

Sonntag, 29. Mai: Portland 129 – 107 Philadelphia

Mittwoch, 31. Mai: Portland 130 – 98 Philadelphia

Freitag, 3. Juni: Philadelphia 104 – 110 Portland

Sonntag, 5. Juni: Portland 109 – 107 Philadelphia
Die Portland Trailblazers werden mit 4—2 Siegen zum ersten Mal NBA-Meister.

## Die Meistermannschaft der Portland Trailblazers
| Corky Calhoun, Johnny Davis, Herm Gilliam, Bob Gross, Lionel Hollins, Robin Jones, Maurice Lucas, Clyde Mayes, Lloyd Neal, Larry Steele, Dave Twardzik, Wally Walker, Bill Walton Head Coach Jack Ramsay |